# Désandans
Désandans /desɑ̃ˈdɑ̃/ è un comune francese di 723 abitanti situato nel dipartimento del Doubs nella regione della Borgogna-Franca Contea.

## Società

### Evoluzione demografica
Abitanti censiti